# Coptomia oliveri
Coptomia oliveri är en skalbaggsart som beskrevs av Kunckel d'herculais 1895. Coptomia oliveri ingår i släktet Coptomia och familjen Cetoniidae. Inga underarter finns listade i Catalogue of Life.